# BMW N40
Der N40 ist ein Reihenvierzylinder-Saugmotor des Automobilherstellers BMW mit 16 Ventilen. Er löste den BMW M43 ab. Der BMW N40 wurde eigens für Absatzmärkte mit besonderer Hubraumbesteuerung und parallel mit dem N42 entwickelt. So ist z. B. das Zylinder-Kurbelgehäuse samt Kolben dieser Motoren baugleich, da die Zylinderbohrung mit 84 mm gleich ist. Die unterschiedlichen Hubräume werden durch einen anderen Hub generiert. Im Gegensatz zum N42 verfügt der N40 nicht über das Valvetronic-System.
Bei der Modifikation des N42 zum N46 wurde auch der N40 zum N45 weiterentwickelt.

## Daten
| Motortyp | Hubraum          | Bohrung × Hub | Ventile/Zyl. | Leistung bei 1/min      | Drehmoment bei 1/min | Maximaldrehzahl | Jahr      |
| -------- | ---------------- | ------------- | ------------ | ----------------------- | -------------------- | --------------- | --------- |
| N40B16   | 1,6 l (1596 cm3) | 84 mm × 72 mm | 4            | 85 kW (115 PS) bei 6100 | 150 Nm bei 4300      | 6500 min−1      | 2001–2004 |

## Verwendung
N40B16
- 07/2003–02/2004 im BMW E46 als 316ci Coupe (nicht in Deutschland erhältlich)
- 07/2003–02/2004 im BMW E46 als 316ti Compact (nicht in Deutschland erhältlich)
- 07/2003–02/2004 im BMW E46 als 316i (nicht in Deutschland erhältlich)[2]